# Djúpivogur

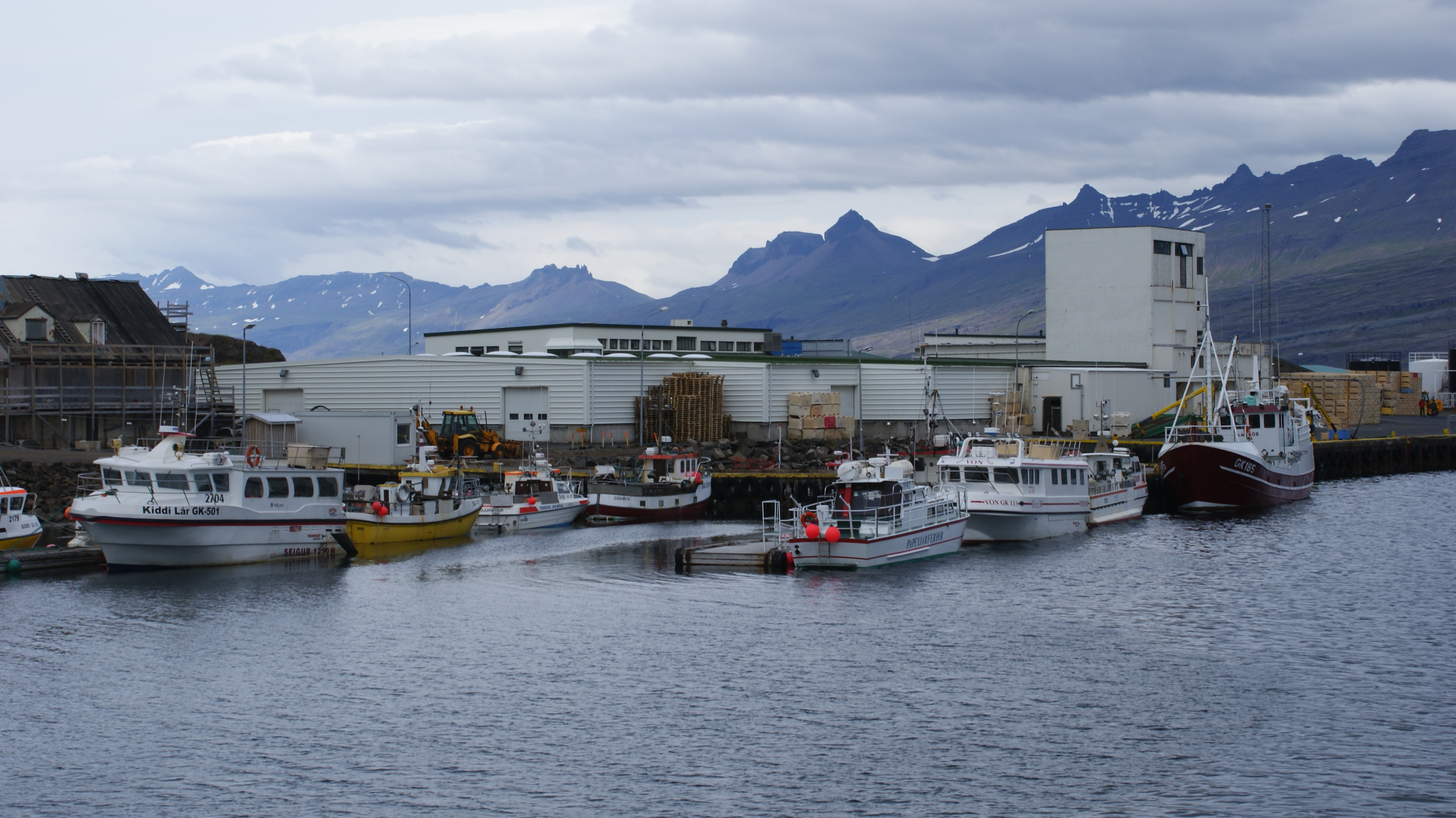
Vista de Djúpivogur.

Djúpivogur es una población de la región de Austurland, al oriente de Islandia. Se encuentra situada en el municipio de Djúpavogshreppur, en la ribera sur del Berufjörður, al noroeste de la isla de Papey. En 2011 tenía 352 habitantes.

## Fiordos
La región de Djúpivogur alberga un gran cantidad de fiordos, entre ellos el Álftafjörður, el Berufjörður (donde se encuentra el poblado propiamente dicho) y el Hamarsfjörður.